# Festivalul Internațional de Film de la Ankara
Festivalul Internațional de Film de la Ankara sau Festivalul de Film de la Ankara (în turcă Ankara Film Festivali) este un festival internațional de film din Turcia.
Este organizat de Dünya Kitle İletișimi Araștırma Vakfı (World Mass Communication Research Foundation) și acreditat de FIPRESCI.

## Istorie

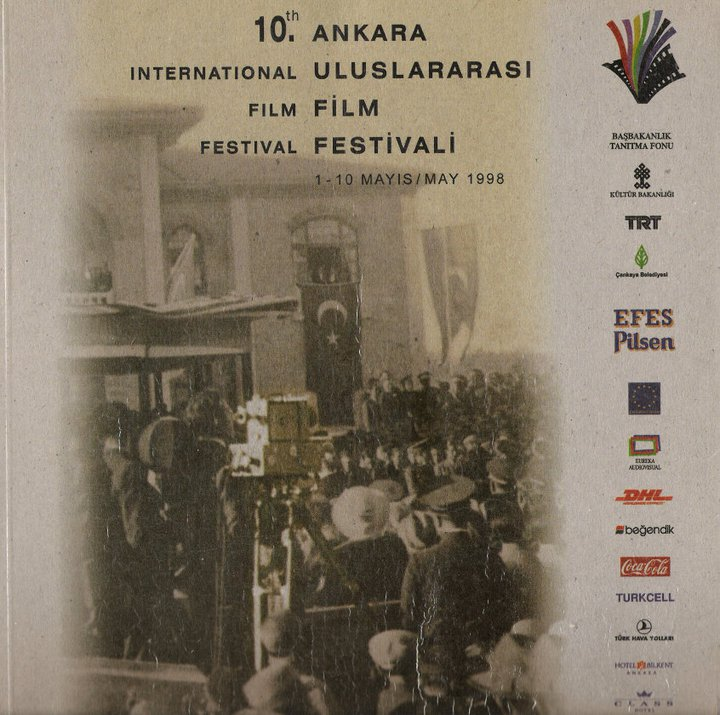
Afișul celui de-al 10-lea festival

Festivalul de film de la Ankara  a avut loc pentru prima dată în perioada 13-20 martie 1988. Festivalul, care a fost cunoscut sub numele de Festivalul de Film de la Ankara în primii săi ani, a fost organizat ca o colaborare a lui Aziz Nesin cu Mahmut Tali Öngören și  Mülkiyeliler Birliği (Asociația Civililor) de la Facultatea de Științe Politice a Universității din Ankara.
Festivalul, fondat în 1991 sub conducerea lui Mahmut Tali Öngören, și-a schimbat numele în Festivalul Internațional de Film de la Ankara în 1992. A găzduit și un concurs de desene animate în primii săi ani și s-au acordat premii la categorii precum „Premiul pentru muncă”, „Premiul de onoare” și „Premiul TV”.
După moartea lui Aziz Nesin în 1995, numele „Premiul pentru muncă” a fost schimbat în „Premiul Aziz Nesin pentru muncă”, iar în 1996, a fost acordat lui Giovanni Scognamillo⁠(d) și Nijat Özön sub acest nume pentru prima dată.

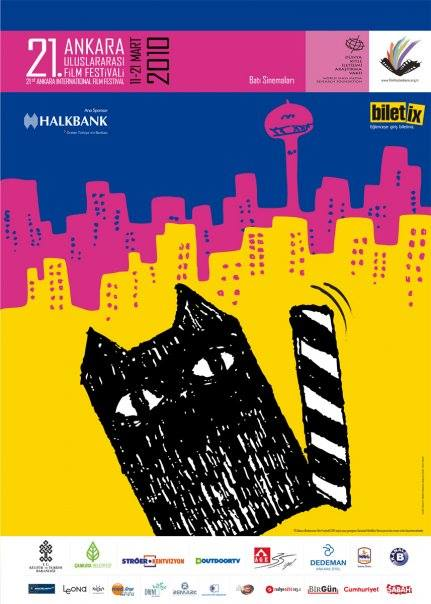
Afișul celui de-al 21-lea festival

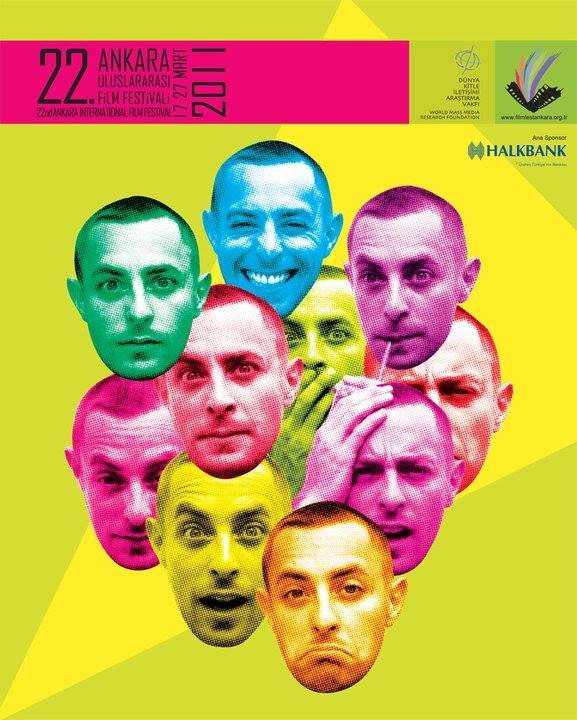
Afișul celui de-al 22-lea festival

În 1999, după moartea lui Mahmut Tali Öngören, Premiul special al juriului” din „Competiția națională de lungmetraj” a fost numit „Premiul special Mahmut Tali Öngören” și a fost acordat pentru prima dată lui Tomris Giritlioğlu⁠(d) în 2000 pentru filmul Salkım Hanım Taneleri (Grânele lui Salkım Hanım) adaptat după cartea cu același nume a lui Yılmaz Karakoyunlu⁠(d).
Al 21-lea Festival Internațional de Film de la Ankara a avut loc în perioada 11-21 martie 2010. S-a deschis cu o gală în seara zilei de 10 martie la Sala de concerte Prezidențială a Orchestrei Simfonice, la care au fost decernate premiile speciale ale fundației, și s-a încheiat cu o proiecție a filmului Trilogia II: I skoni tou hronou (în greacă: Η Σκόνη του Χρόνου) regizat de Theodoros Angelopoulos⁠(d).
Al 22-lea Festival Internațional de Film de la Ankara a avut loc în perioada 17-27 martie 2011. Filmele au fost proiectate la Cinematograful Batı, Büyülü Fener Kızılay, Centrul comunal de artă contemporană Çankaya și Institutul Goethe din Ankara. Evenimente Strada Artei au avut loc în tot orașul. Cineastul polonez Jerzy Skolimowski⁠(d) a fost invitatul de onoare al festivalului care a inclus o retrospectivă a lucrărilor sale cinematografice. Un total de 620 de filme au fost înscrise în secțiunile de competiție și proiecție ale acestei ediții a festivalului. Al 22-lea festival s-a încheiat cu o ceremonie de decernare a premiilor la 27 martie 2011 în Sala de Adunări a Ministerului Educației, unde Derviș Zaim a câștigat premiul principal pentru filmul său Umbre și imagini (în turcă: Gölgeler ve Suretler). Zaim a spus în discursul că „Voi încerca să fiu la înălțimea onoarei care mi s-a făcut și voi continua să fac filme care își asumă riscuri".
Al 31-lea festival a avut loc la Ankara în 2020, premiul pentru cel mai bun film a fost acordat producției Bilmemek (regizat de Leyla Yılmaz). Premiul special Mahmut Tali Öngören pentru cel mai bun prim film a fost acordat producției  Uzun Zaman Önce (Mult timp în urmă, în regia lui Cihan Sağlam). Premiul pentru cel mai bun regizor a fost acordat lui Onur Ünlü⁠(d) (Topal Șükran’ın Maceralar, Aventurile lui Topal Șükran).
Cea de-a 34-a ediție a festivalului a avut loc în perioada 2 noiembrie - 10 noiembrie 2023.

## Premiile concursului

### Competiția națională delungmetraj
- Cel mai bun film
- Premiul special Mahmut Tali Öngören pentru Cel mai bun film de debut
- Cel mai bun regizor
- Cea mai bună actriță
- Cel mai bun actor
- Cea mai bună actriță în rol secundar
- Cel mai bun actor în rol secundar
- Premiul special Onat Kutlar pentru Cel mai bun scenariu (original sau adaptat)
- Cea mai bună imagine
- Cea mai bună coloană sonoră
- Cel mai bun director artistic
- Cel mai bun montaj
- Cel mai bun film SİYAD (determinat de comitetul de selecție SİYAD)

### Competiția națională descurtmetraj
- Cel mai bun film

### Competiția națională defilm documentar
- Cel mai bun film (Categoria amatori și profesioniști)

### Premiul special VEKAM Ankara
- Cel mai bun film

## Premiul pentru cel mai bun film
| An   | Film                                    | Regizor(i)                                |
| ---- | --------------------------------------- | ----------------------------------------- |
| 2021 | Anadolu Leoparı                         | Emre Kayiș                                |
| 2020 | Bilmemek                                | Leyla Yilmaz                              |
| 2019 | Güvercin Hırsızları                     | Osman Nail Dogan                          |
| 2018 | Renksiz Rüya                            | Mehmet Ali Konar                          |
| 2017 | Genco                                   | Ali Kemal Çınar                           |
| 2016 | Ana Yurdu⁠(d)                            | Senem Tüzen⁠(d)                            |
| 2014 | Daire⁠(d)                                | Atıl İnaç⁠(d)                              |
| 2012 | Entelköy vs Efeköy                      | Yuksel Aksu                               |
| 2011 | Gölgeler ve Suretler (Umbre și Imagini) | Derviș Zaim                               |
| 2010 | Köprüdekiler⁠(d)                         | Aslı Özge⁠(d)                              |
| 2009 | Sonbahar⁠(d)                             | Ozcan Alper⁠(d)                            |
| 2008 | Riza⁠(d)                                 | Tayfun Pirselimoğlu⁠(d)                    |
| 2007 | Beynelmilel⁠(d)                          | Sırrı Süreyya Önder⁠(d) și Muharrem Gülmez |
| 2006 | İki Genç Kız⁠(d)                         | Kutluğ Ataman⁠(d)                          |
| 2005 | Karpuz Kabuğundan Gemiler Yapmak        | Ahmet Uluçay                              |
| 2003 | Küçük Özgürlük                          | Yuksel Yavuz⁠(d)                           |
| 2002 | Uzak⁠(d)                                 | Nuri Bilge Ceylan                         |
| 2001 | Herkes Kendi Evinde⁠(d)                  | Semih Kaplanoglu⁠(d)                       |
| 2000 | Mayıs Sıkıntısı⁠(d)                      | Nuri Bilge Ceylan                         |
| 1999 | Güneșe Yolculuk                         | Yeșim Ustaoğlu                            |
| 1998 | Usta Beni Öldürsene                     | Barıș Pirhasan                            |
| 1997 | Sen de Gitme Triandafilis               | Tunç Basaran⁠(d)                           |
| 1996 | Düș, Gerçek, Bir de Sinema              | Tülay Eratalay                            |
| 1995 | Bir Așk Uğruna                          | Tunca Yönder                              |
| 1994 | Bir Sonbahar Hikayesi⁠(d)                | Yavuz Özkan⁠(d)                            |
| 1993 | Cazibe Hanımın Gündüz Düșleri           | İrfan Tözüm                               |
| 1992 | Gizli Yüz⁠(d)                            | Omer Kavur⁠(d)                             |
| 1990 | Medcezir Manzaraları                    | Mahinur Ergun⁠(d)                          |
| 1989 | Av Zamanı⁠(d)                            | Erden Kıral⁠(d)                            |
| 1988 | Herșeye Rağmen                          | Orhan Oguz                                |

## Premiul pentru cel mai bun regizor
| An   | Regizor(i)             | Film                                      |
| ---- | ---------------------- | ----------------------------------------- |
| 2021 | Fikret Reyhan          | Çatlak                                    |
| 2020 | Leyla Yilmaz           | Bilmemek                                  |
| 2019 | Ali Vatansever         | Saf⁠(d)                                    |
| 2018 | Tolga Karaçelik        | Kelebekler                                |
| 2017 | Reha Erdem⁠(d)          | Koca Dünya                                |
| 2016 | Senem Tüzen⁠(d)         | Ana Yurdu                                 |
| 2014 | Reha Erdem⁠(d)          | Șarkı Söyleyen Kadınlar                   |
| 2013 | Emin Alper⁠(d)          | Tepenin Ardı                              |
| 2012 | Yuksel Aksu            | Enteköy vs Efeköy                         |
| 2011 | Derviș Zaim            | Umbre și imagini                          |
| 2010 | Pelin Esmer⁠(d)         | 11’e 10 Kala                              |
| 2008 | Tayfun Pirselimoğlu⁠(d) | Riza                                      |
| 2007 | Zeki Demirkubuz⁠(d)     | Kader (Destin)                            |
| 2006 | Kutluğ Ataman⁠(d)       | İki Genç Kız (Două tinere fete)           |
| 2005 | Reha Erdem⁠(d)          | Korkuyorum Anne                           |
| 2003 | Omer Kavur⁠(d)          | Karșılașma                                |
| 2002 | Nuri Bilge Ceylan      | Uzak (Departe)                            |
| 2001 | Zeki Demirkubuz⁠(d)     | İtiraf                                    |
| 2000 | Kutluğ Ataman          | Lola + Bilidikid                          |
| 1999 | Yeșim Ustaoğlu         | Güneșe Yolculuk (Călătorie spre Soare)    |
| 1998 | Barıș Pirhasan         | Usta Beni Öldürsene                       |
| 1997 | Omer Kavur⁠(d)          | Akrebin Yolculuğu                         |
| 1995 | Yusuf Kurçenli⁠(d)      | Çözülmeler                                |
| 1994 | Yavuz Özkan            | Bir Sonbahar Hikayesi (Poveste de toamnă) |
| 1993 | Yavuz Özkan⁠(d)         | İki Kadın (Două femei)                    |
| 1992 | Omer Kavur⁠(d)          | Gizli Yüz⁠(d) (Chipul ascuns)              |
| 1990 | Mahinur Ergun⁠(d)       | Medcezir Manzaraları                      |
| 1989 | Erden Kıral⁠(d)         | Av Zamanı⁠(d) (Timp de vânătoare)          |
| 1988 | Orhan Oguz             | Herșeye Rağmen                            |